# کارلو گیجلیانو
کارلو گیجلیانو (به ایتالیایی: Carlo Ghigliano) بازیکن فوتبال و اهل ایتالیا است که از سال ۱۹۲۰ میلادی عضو تیم ملی فوتبال ایتالیا بوده و در ۱ بازی ملی حضور داشته‌است. او در بازی‌های ملی‌اش گلی به ثمر نرساند.
کارلو گیجلیانو آخرین بازی ملی خود را در سال ۱۹۲۰ میلادی انجام داد.